# Rhyacophila vobara
Rhyacophila vobara là một loài Trichoptera trong họ Rhyacophilidae. Chúng phân bố ở miền Tân bắc.